# Jürgen Baldiga

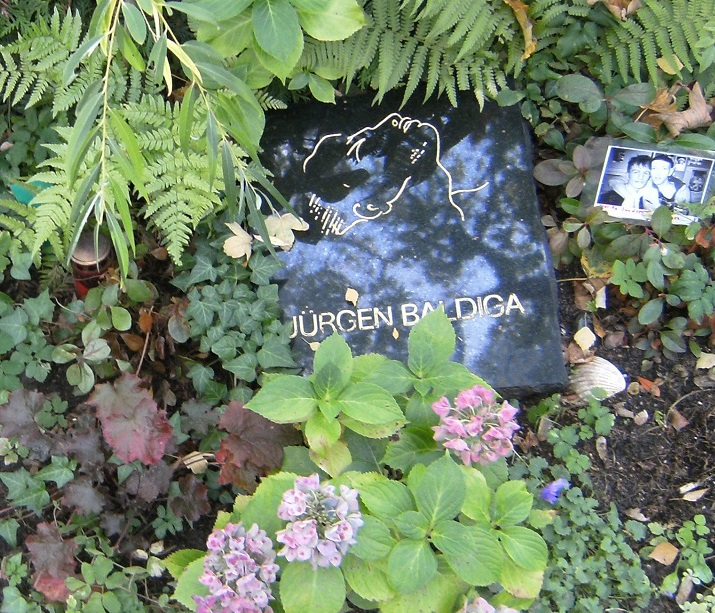
Grab von Jürgen Baldiga. [Grabstein mit Gravur nach einer Zeichnung von Jean Cocteau.] Das eingeschweißte Foto zeigt ihn mit Melitta Sundström. (2014)

Jürgen Baldiga (* 27. Oktober 1959 in Essen; † 4. Dezember 1993 in Berlin) war ein deutscher Künstler und Fotograf.

## Leben und Arbeit
Jürgen Baldiga – Sohn eines Bergmanns – wuchs im Ruhrgebiet auf. 1979 zog er nach West-Berlin, wo er als Barmann, Koch, Sexarbeiter und Künstler arbeitete und lebte. Er hatte keine akademische Ausbildung, interessierte sich aber für Bildende Kunst, speziell für Fotografie und Lyrik und wandte sich, nach einem kurzen Ausflug – als Sänger einer Punk-New-Wave-Band – in die Musikwelt und ersten Schreibversuchen und der Veröffentlichung eines Gedichtbandes, ab 1983 verstärkt der Fotografie zu. Er schuf innerhalb weniger Jahre ein beachtliches fotografisches Werk an Schwarz-Weiß-Fotografien und veröffentlichte zu Lebzeiten mehrere Fotobände, die in unterschiedlicher Weise sein Lebensumfeld beleuchten und dokumentieren. Seine Fotos waren und sind immer wieder in diversen Ausstellungen zu sehen.
Baldiga fotografierte anfangs das Leben in Berlins Straßen und Hinterhöfen aus einem sehr persönlichen Blickwinkel. Es folgten Porträts seiner Liebhaber und Freunde, die sich durch einen offenen Umgang mit ihrer Homosexualität auszeichneten. Einen großen Teil seines Werkes widmete er den sogenannten Schwuztunten. Deren Porträts zeigen „Menschen, die sich selbstbewusst als Tunten verstanden und inszenierten, mit Perücken und Modeschmuck aus der Altkleidersammlung und einem Lidschatten und Selbstbewusstsein zum Niederknien“.
Ende 1984 erfuhr Baldiga, dass er sich mit dem – zu diesem Zeitpunkt neuartigen – HI-Virus infiziert hatte, was wegen der noch nicht entwickelten Medikamente bei den Infizierten früher oder später zum Ausbruch von AIDS führte und damit einem Todesurteil gleichkam. Ein großer Teil seines Werkes beschäftigt sich mit seiner Auseinandersetzung mit dieser Situation, ohne aber die Lust am Leben zu verleugnen, aber auch mit der von Krankheit schwer gezeichneten Körper. Baldiga gilt als „der große Chronist der HIV-Krise in Berlin“. Sein Werk umfasst über 5.000 Fotos, aber auch Super-8-Filme und Musikaufnahmen sowie über 40 Bände tagebuchartiger Aufzeichnungen, die – in Auszügen auf Twitter veröffentlicht – Einblicke in Baldigas wildes Berliner Leben geben.
Baldiga dokumentierte nicht nur das Leben seiner Freunde und der schwulen Subkultur, sondern auch sein eigenes Schicksal als HIV-positiver Mann in einer Zeit, in der die Krankheit noch ein Stigma war. Seine Tagebücher reflektieren seine Gedanken über Liebe, Kunst und die Herausforderungen des Lebens mit AIDS. Er engagierte sich öffentlich im Kampf gegen die Diskriminierung HIV-positiver Menschen und setzte sich für mehr Menschlichkeit und Solidarität innerhalb der Gesellschaft ein. Baldiga war auch in der Selbsthilfe aktiv und schätzte die Arbeit von Organisationen wie dem HIV e.V., der Pflege und Unterstützung für AIDS-Kranke bot.
Im Dezember 1993 nahm sich Baldiga – von der Krankheit erschöpft – das Leben. Das für seinen Nachruf benutzte Foto zeigt ihn mit blutunterlaufenen Augen und einer Clownsnase mit den Worten: „Ich bin tot.“
Sein Grab befindet sich auf dem Alten St.-Matthäus-Kirchhof in Berlin-Schöneberg.

## Wirken
Baldigas Werk wird zunehmend als wichtiger Teil der queeren Geschichte Berlins und der Aufarbeitung der AIDS-Krise anerkannt. Seine Tagebücher, die über 40 Bände umfassen, gelten als wichtiger literarischer Beitrag zur Dokumentation des schwulen Lebens in Berlin während der 1980er- und 1990er-Jahre.
Im Jahr 1995 erschien die Porträtserie „Wärme, die nur Feuer uns geben kann“. Aron Neubert – Freund und Nachlassverwalter Baldigas – porträtiert darin mit 27 Fotos die letzten 27 Monate in Baldigas Leben.
1997 fand im Künstlerhaus Bethanien eine retrospektive Werkschau seines fotografischen Werkes statt. Seither werden Baldigas Arbeiten immer wieder in verschiedenen Ausstellungen gezeigt.
Im Dezember 2013 – zu seinem 20. Todestag – wurden Tuntenfotos Baldigas auf dem Titel des queeren Stadtmagazins Siegessäule veröffentlicht.
2019 entstand unter der Regie von Jasco Viefhues ein Dokumentarfilm mit dem Titel Rettet das Feuer, in dem Freundinnen, Freunde und Wegbegleiter Baldigas an ihn und die AIDS-Krise, aber auch das Leben in der schwulen Szene West-Berlins erinnern.
Im Oktober 2023 eröffnete Baldigas erste institutionelle Einzelausstellung seit 1997 in der Halle für Kunst in Lüneburg. Unter dem Titel „Wie die Hölle, so die Erde. Wo die Hölle, da die Erde“ versammelt die von Elisa R. Linn in Zusammenarbeit mit Aron Neubert kuratierte Ausstellung Fotografien, Objekte und Tagebücher von Baldiga.
Im Februar 2024 hatte der Dokumentarfilm „Baldiga – Entsichertes Herz“ von Markus Stein bei der Berlinale seine Premiere. Der Film betrachtet Baldigas Leben und Vermächtnis und basiert auf seinen Tagebüchern, Fotografien und Interviews mit Zeitzeugen. Der Film thematisiert zudem die Bedeutung des Schwulen Museum Berlin in dessen Archiv Baldigas Nachlass aufbewahrt und archiviert ist und für Forschungszwecke und Leihgaben für Ausstellungen zugänglich ist.

## Werke
- Breitseite: Gedichte und Fotocollagen, Verlag Maldoror FlugSchriften Berlin, 1980, ISBN 3-921495-38-5
- Bambule. Photoporträts, Vis-a-Vis Berlin, 1986, ISBN 3-924040-23-0
- Jünglinge. Photographien, Vis-a-Vis Berlin, 1987, ISBN 3-924040-26-5
- Tunten/Queens/Tantes. Ein Männerfotobuch, Vis-a-Vis Berlin, 1988, ISBN 3-924040-27-3
- Etwas Besseres als den Tod finden wir allemal, Edition Dia Verlag Berlin, 1992, ISBN 3-86034-110-3
- Jürgen Baldiga – Fotografien, Edition Objektiv, Köln, 1997, ISBN 3-9804363-1-4

## Ausstellungen (Auswahl)
- Jürgen Baldiga – Fotografien. Künstlerhaus Bethanien, Berlin. 22. Mai bis 29. Juni 1997
- LOVE AIDS RIOT SEX 1. Neue Gesellschaft für bildende Kunst (nGbK), Berlin. Gruppenausstellung, 16. November 2013 bis 6. Januar 2014[9]
- Jürgen Baldiga. Wie die Hölle, so die Erde. Wo die Hölle, da die Erde. Einzelausstellung. 8. Oktober 2023 bis 7. Januar 2024; Halle für Kunst Lüneburg.[10]

## Film
- 1995: Aide Mémoire – ein schwules Gedächtnisprotokoll. Porträtfilm mit Interview von Michael Brynntrup[11]
- 2019: Rettet das Feuer, Regie: Jasco Viehfues, Edition Salzgeber Berlin
- 2024: Baldiga – Entsichertes Herz, Regie: Markus Stein